# Torre Milad
A Torre Milad foi construída em 2003 na cidade de Teerão, Irão. Tem 435 m (1427 pés) e é actualmente a 6ª torre mais alta do mundo.